# Dámy v bílém

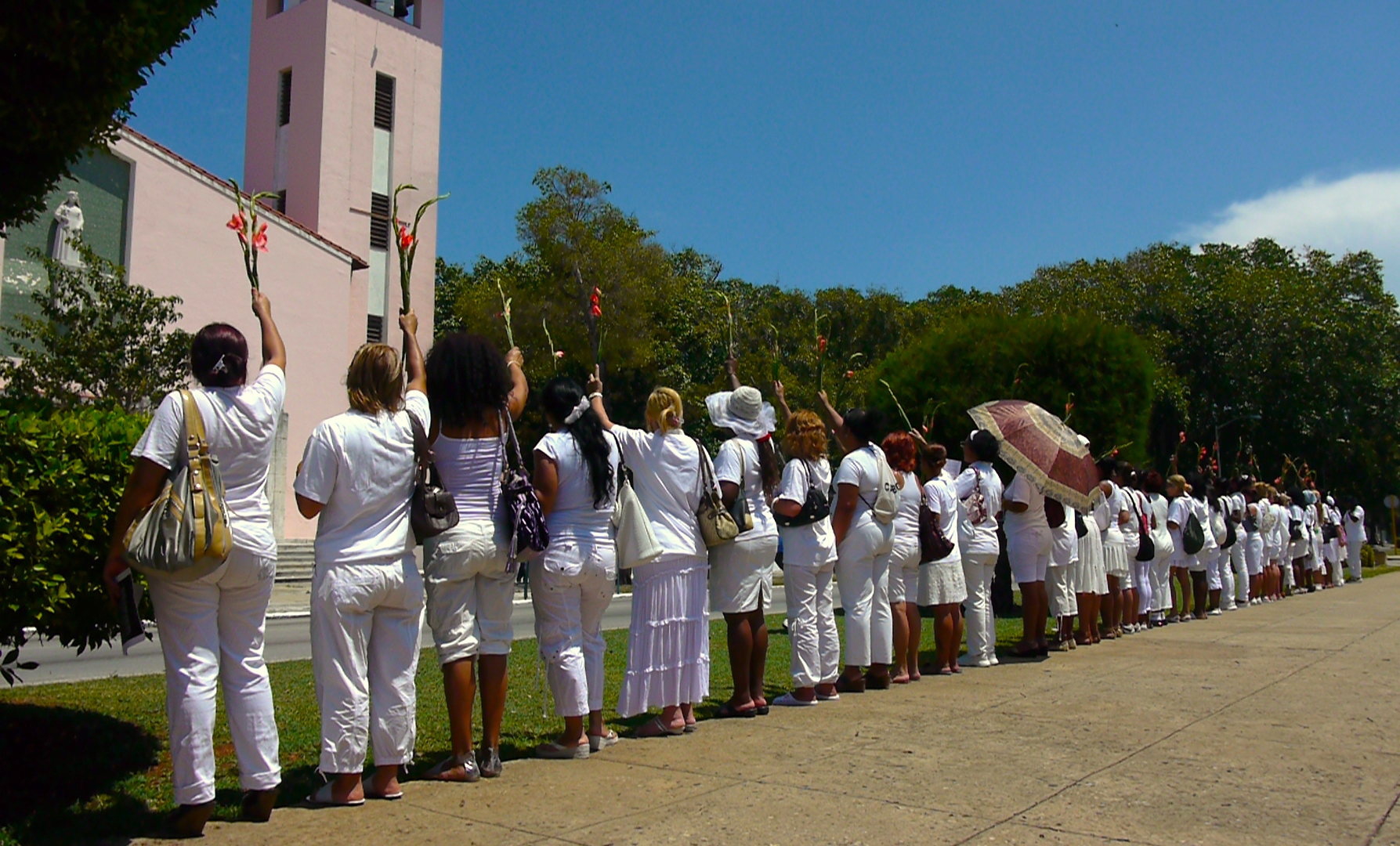
Dámy v bílém při demonstraci v Havaně (duben 2012)

Dámy v bílém (šp. Damas de blanco) jsou představitelkami opozičního hnutí na Kubě. Jde o organizaci manželek, matek a sester některých bývalých kubánských politických vězňů. Všech 75 mužů, za jejichž propuštění ženy původně bojovaly, je už na svobodě. Hnutí, které v roce 2005 od Evropského parlamentu obdrželo Sacharovovu cenu za svobodu myšlení, dál pokračuje v kampani za propuštění všech kubánských politických vězňů.

## Vznik
Během tzv. Černého jara v roce 2003 kubánská vláda uvěznila 75 obhájců lidských práv, nezávislých novinářů a dalších odpůrců režimu, které odsoudila k mnohaletým trestům dosahujícím až 28 let. Příbuzní žen byli k vysokým trestům odsouzeni za to, že chtěli v referendu prosadit ustavení občanské společnosti se svobodnými volbami a svobodou tisku, projevu a vyznání.

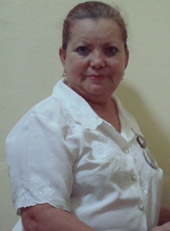
Zakladatelka hnutí Laura Pollán

Brzy po uvěznění těchto aktivistů se zformovalo hnutí Dámy v bílém, přičemž jeho vůdčí osobností se stala Laura Pollán (†14. 10. 2011). Příbuzné vězněných se začaly vždy v neděli scházet k modlitbám za své blízké v kostele Sv. Rity v Havaně. Po skončení mše šly od kostela do blízkého parku, přičemž každá z žen nesla fotografii svého příbuzného s uvedením počtu let, na který byl odsouzen.
Bílé oblečení žen je inspirováno argentinským hnutím Matky z Plaza de Mayo (šp. Madres de Plaza de Mayo), které se obdobným způsobem snažily upozornit na osudy dětí zmizelých nebo daných na převýchovu v období vojenské diktatury.

## Propuštění vězněných
Komunistická vláda sice vězněné muže postupně propustila, řadě z nich ale nařídila nucené vystěhování z Kuby.
Do roku 2010 bylo propuštěno 23 mužů, nejčastěji ze zdravotních důvodů. V květnu 2010 uzavřela katolická církev s vládou dohodu o propuštění zbývajících 52 vězňů. Od července téhož roku bylo 40 z nich propuštěno výměnou za to, že emigrují do Španělska. Dvanáct dalších se nicméně odmítlo vystěhovat a zůstali na Kubě. Poslední dva muži ze skupiny pozatýkané během Černého jara byli propuštěni v březnu 2011.
"Lidé tam degenerují na úroveň zvířat. Cely jsou jako chlívy. Nesmějí přemýšlet. Dají vám nějaké jídlo a vodu, někdy nedají nic. Čekáte jen na zázrak," popsal své pětileté věznění novinář Alechandro González Raga, který se musel po propuštění vystěhovat do Španělska.

## Represe ze strany režimu
Dámy v bílém zůstávají trnem v oku kubánské vládě, která je považuje za podvratnou organizaci. Kritizuje je za to, že i po propuštění mužů, kvůli jejichž podpoře hnutí vzniklo, dál pořádá protestní akce. Ženy se tak potýkají se zadržováním ze strany policie, diskriminací svých dětí, nemožností získat sociální výhody, problémy v práci či útoky sousedů organizovanými Výbory na obranu revoluce.
Castrova diktatura se je pokusila zničit už během Spojenými státy vedené invaze do Iráku v březnu 2003. Akce, při které policie zavřela 75 žen, však organizaci posílila. Většina tehdejších zatčených byla propuštěna na svobodu až v roce 2010 v rámci dohody zprostředkované římskokatolickou církví.
Když hnutí získalo Sacharovovu cenu, vláda zabránila jeho představitelkám vycestovat do Štrasburku k jejímu převzetí.
V březnu 2012 před očekávanou návštěvou papeže Benedikta XVI. policie zadržela 70 členek skupiny, a to včetně současné šéfky hnutí Berty Soler. Po dvou dnech sice byly propuštěny, nicméně s varováním tajné policie, že musí skončit s pořádáním veřejných protestů.

## Zahraniční podpora
Podporu Dámám v bílém v minulosti deklarovala řada organizací, které se zasazují za dodržování lidských práv, např. Amnesty International.
Akce na podporu kubánské opozice a Dam v bílém uspořádala v ČR v minulých letech lidskoprávní organizace Člověk v tísni. V rámci festivalu Jeden svět byl promítán film Dámy v bílém - při jeho natáčení byli filmaři zatčeni a poté vyhoštěni ze země.